# Dominique Ndure
Ebrima Dominique Ndure (* 25. Oktober 1999) ist ein deutscher Fußballspieler.

## Karriere
Nach seinen Anfängen in der Jugendabteilung des VfB Oldenburg wechselte er im Sommer 2012 in die Jugendabteilung des JFV Nordwest, des gemeinsamen Jugendfördervereins der Vereine VfL und VfB Oldenburg. Für seinen Verein kam er zu 20 Einsätzen in der A-Junioren-Bundesliga und er gehörte im November 2017 bei einem Spiel des VfL Oldenburg dem Spieltagskader in der Oberliga Niedersachsen an. Im Sommer 2018 wurde er in den Kader der ersten Mannschaft des VfB in der Regionalliga Nord aufgenommen. Nach zwei Spielzeiten und 45 Ligaspielen wechselte er ligaintern zur zweiten Mannschaft von Holstein Kiel. Er schaffte es dort auch zu vier Spieltagskadernominierungen für die erste Mannschaft in der 2. Bundesliga, ohne allerdings eingesetzt zu werden.
Im Sommer 2022 wechselte er zurück zum VfB Oldenburg, der gerade in die 3. Liga aufgestiegen war. Seinen ersten Profieinsatz hatte er am 23. Juli 2022, dem 1. Spieltag, als er beim 1:1-Heimunentschieden gegen den SV Meppen in der Startformation stand.
Nach dem Abstieg seiner Mannschaft wechselte er Anfang September 2023 in die Regionalliga Nord zum FC Teutonia 05 Ottensen. Im Sommer 2024 wechselte er in Regionalliga West zum SV Rödinghausen.